# جاك غريغوري (لاعب كرة قدم)
جاك غريغوري (بالإنجليزية: Jack Gregory)‏ (25 يناير 1925 بساوثهامبتون في المملكة المتحدة - 1 يناير 2008) هو لاعب كرة قدم بريطاني (وحمل سابقاً جنسية المملكة المتحدة لبريطانيا العظمى وأيرلندا) في مركز الظهير. لعب مع نادي بورنموث ونادي ساوثهامبتون ونادي ليتون أورينت وأشفورد يونايتد ‏ وهاستينغز يونايتد ‏.